# Joseph Liouville
Joseph Liouville (24 tháng 3 năm 1809 – 8 tháng 9 năm 1882) là một nhà toán học người Pháp, tốt nghiệp trường École Polytechnique, là giảng viên trường này và sau nhận ghế Giáo sư Cơ học tại Collège de France. Ông có những đóng góp quan trọng cho lý thuyết số, giải tích phức, tôpô, hình học đạo hàm riêng, và cả vật lý toán và thiên văn học. Ông được nhớ đến nhiều nhất với Định lý Liouville trong giải tích số phức. Tên ông được đặt cho một hố thiên thạch trên Mặt Trăng.